# Ortografía del estonio
La ortografía estonia es el sistema utilizado para escribir el idioma estonio y está basada en el alfabeto latino. La ortografía estonia generalmente se guía por principios fonémicos, con cada grafema correspondiente a un fonema. 

## Alfabeto
Debido a la influencia alemana y sueca, el alfabeto estonio (en estonio: eesti tähestik) tiene las letras Ä, Ö y Ü (A, O y U con umlaut ), que representan los sonidos vocálicos [æ], [ø] e [y], respectivamente. A diferencia de las umlauts alemanas, se consideran y alfabetizan como letras separadas y forman parte del alfabeto. Sin embargo, la letra más distintiva del alfabeto estonio es la Õ (O con virgulilla), que Otto Wilhelm Masing la agregó al alfabeto en el siglo XIX y representa la vocal [ɤ]. Además, el alfabeto también difiere del alfabeto latino por la adición de las letras Š y Ž (S y Z con carón/háček), y por la posición de la Z en el alfabeto: se ha movido desde el final hacia la S y la T (o Š y Ž).
El alfabeto estonio oficial tiene 27 letras: A, B, D, E, F, G, H, I, J, K, L, M, N, O, P, R, S, Š, Z, Ž, T, U, V, Õ, Ä, Ö, Ü. Las letras F, Š, Z, Ž se denominan "letras extranjeras" ( võõrtähed ), y aparecen solo en préstamos y nombres propios extranjeros. No aparecen en palabras estonias locales, y no son oficialmente 
parte del alfabeto local. Ocasionalmente, el alfabeto se recita sin ellos y, por lo tanto, originalmente solo tiene 23 letras: A, B, D, E, G, H, I, J, K, L, M, N, O, P, R, S, T, U, V, Õ, Ä, Ö, Ü. 
Además, las letras C, Q, W, X e Y se utilizan para escribir nombres propios extranjeros. No aparecen en palabras estonias, y no son oficialmente parte del alfabeto. Incluyendo todas las letras extranjeras, el alfabeto consta de las siguientes 32 letras: 
| Letra | Letra | IPA        | Nombre              | Notas                                                                      |
| ----- | ----- | ---------- | ------------------- | -------------------------------------------------------------------------- |
| A     | a     | [ɑː]       | [ɑː]                |                                                                            |
| B     | b     | [b]        | [beː]               |                                                                            |
| C     | c     | [ts]       | [tseː]              | No es oficialmente parte del alfabeto; solo se usa en extranjerismos       |
| D     | d     | [d]        | [deː]               |                                                                            |
| E     | e     | [e]        | [eː]                |                                                                            |
| F     | F     | [f]        | [eff]               | No es oficialmente parte del alfabeto local; solo se usa en extranjerismos |
| G     | g     | [g]        | [geː]               |                                                                            |
| H     | h     | [h]        | [hɑː] or [hɑʃ]      |                                                                            |
| I     | i     | [i]        | [iː]                |                                                                            |
| J     | j     | [j]        | [jotʲː]             |                                                                            |
| K     | k     | [k] o [kː] | [kɑː]               |                                                                            |
| L     | l     | [l]        | [ell]               |                                                                            |
| M     | m     | [m]        | [emm]               |                                                                            |
| N     | n     | [n]        | [enn]               |                                                                            |
| O     | o     | [o]        | [oː]                |                                                                            |
| P     | p     | [p] o [pː] | [peː]               |                                                                            |
| Q     | q     | [k]        | [kuː]               | No es oficialmente parte del alfabeto; solo se usa en extranjerismos       |
| R     | r     | [r]        | [err]               |                                                                            |
| S     | s     | [s]        | [ess]               |                                                                            |
| Š     | š     | [ʃ]        | [ʃɑː]               | No es oficialmente parte del alfabeto local; solo se usa en extranjerismos |
| Z     | z     | [s]        | [set] o [seː]       | No es oficialmente parte del alfabeto local; solo se usa en extranjerismos |
| Ž     | ž     | [ʃ]        | [ʃeː]               | No es oficialmente parte del alfabeto local; solo se usa en extranjerismos |
| T     | t     | [t] o [tː] | [teː]               |                                                                            |
| U     | tu    | [u]        | [uː]                |                                                                            |
| V     | v     | [v]        | [veː]               |                                                                            |
| W     | w     | [v]        | [kɑksisveː]         | No es oficialmente parte del alfabeto; solo se usa en extranjerismos       |
| Õ     | õ     | [ɤ]        | [ɤː]                |                                                                            |
| Ä     | ä     | [æ]        | [æː]                |                                                                            |
| Ö     | ö     | [ø]        | [øː]                |                                                                            |
| Ü     | ü     | [y]        | [yː]                |                                                                            |
| X     | X     | [ks]       | [iks]               | No es oficialmente parte del alfabeto; solo se usa en extranjerismos       |
| Y     | y     | [y]        | [iɡrek] o [ypsilon] | No es oficialmente parte del alfabeto; solo se usa en extranjerismos       |

En la escritura gótica, la W se usaba en lugar de V. 
Johannes Aavik sugirió que la letra Ü sea reemplazada por Y, como en el alfabeto finlandés. 
| Dígrafo | Pronunciación |
| ------- | ------------- |
| aa      | [ɑː] o [ɑːː]  |
| ee      | [eː] o [eːː]  |
| ii      | [iː] o [iːː]  |
| oo      | [oː] o [oːː]  |
| uu      | [uː] o [uːː]  |
| õõ      | [ɤː] o [ɤːː]  |
| ää      | [æː] o [æːː]  |
| öö      | [øː] o [øːː]  |
| üü      | [yː] o [yːː]  |

El dígrafo öö por sí solo significa noche.

## Principios ortográficos
Aunque la ortografía estonia generalmente se guía por principios fonológicos, con cada grafema correspondiente a un fonema, hay algunas desviaciones históricas y morfológicas de esto: por ejemplo, la letra 'h' al inicio de palabras , preservación del morfema en la declinación de la palabra (escribir b, g, d en lugares donde se pronuncia p, k, t) y en el uso de 'i' y 'j'.  Cuando no es práctico o imposible escribir š y ž, se sustituyen con sh y zh en algunos textos escritos, aunque esto se considera incorrecto. De lo contrario, la h en sh representa una fricativa glotal sorda, como en Pasha ( pas-ha ); Esto también se aplica a algunos nombres extranjeros. 
La ortografía estonia moderna se basa en la nueva ortografía creada por Eduard Ahrens en la segunda mitad del siglo XIX, basada en la ortografía finlandesa. La Ortografía más antigua que reemplazó fue creada en el siglo XVII por Bengt Gottfried Forselius y Johann Hornung basándose en la ortografía alemana estándar . Los escritos anteriores en estonio habían utilizado, en general, una ortografía ad hoc basada en la ortografía del latín y el bajo alemán medio . Algunas influencias de la ortografía alemana estándar — por ejemplo, el escribir 'W' / 'w' en lugar de 'V' / 'v' persistieron hasta la década de 1930. 
Las palabras y los nombres estonios citados en publicaciones internacionales de fuentes soviéticas a menudo son transliteraciones posteriores de la transliteración rusa. Algunos ejemplos son el uso de я ("ya") para ä (por ejemplo, Pyarnu (Пярну) para Pärnu ), ы ("y") para õ (por ejemplo, Pylva (Пылва) para Põlva ) y ю ("yu") para ü (por ejemplo, Pyussi (Пюсси) para Püssi ). Incluso en la Enciclopedia Británica se puede encontrar "ostrov Khiuma", donde "ostrov" significa "isla" en ruso y "Khiuma" es transliteración inversa del ruso en lugar de "Hiiumaa" ( Hiiumaa> Хийума (а)> Khiuma ). 